# Remparts de Fougères
Les remparts de Fougères sont les fortifications érigées au Moyen Âge et à l'Époque moderne pour protéger la ville bretonne de Fougères dans le département d'Ille-et-Vilaine en France.

## Plan détaillé
| Nom                                                | Localisation                                | Construction                | Destruction         | Commentaires / origine | Image |
| -------------------------------------------------- | ------------------------------------------- | --------------------------- | ------------------- | --- | ----- |
| Porte de Rillé                                     | Remparts Nord                               |                             |                     | |       |
| Tour Cardinal                                      | Remparts Nord                               |                             |                     | |       |
| Tour Desnos, ou Des Noës                           | Remparts Nord, 48° 21′ 18″ N, 1° 12′ 16″ O  | Début du XVe siècle         | Subsiste            | Inscrite MH (1926) |       |
| Tour Montfromery, de Montfrommery, ou Montframmery | Remparts Nord, 48° 21′ 19″ N, 1° 12′ 08″ O  | XVe siècle                  | Subsiste            | Inscrite MH (1926) |       |
| Porte Roger                                        | Remparts Est, 48° 21′ 17″ N, 1° 12′ 07″ O   | En service en 1444          | 1770, 1793, et 1806 | Porte déplacée et reconstruite dans la première partie du XVe puis dotée d'un boulevard, avec porte, et d'un éperon vers 1470-1480 |       |
| Tour du Four, ou tour Tiotais                      | Remparts Est, 48° 21′ 12″ N, 1° 12′ 08″ O   | Milieu du XVe siècle        | Subsiste            | Inscrite MH (1926) |       |
| Tour du Midi, ou de l'Échauguette                  | Remparts Est, 48° 21′ 09″ N, 1° 12′ 11″ O   |                             |                     | |       |
| Tour Saint-Nicolas, des Noyers, ou de la Surprise  | Remparts Est, 48° 21′ 06″ N, 1° 12′ 13″ O   | Milieu du XVe siècle        | Subsiste            | Aucune protection MH |       |
| Porte Saint-Léonard                                | Remparts Sud, 48° 21′ 05″ N, 1° 12′ 16″ O   |                             |                     | Protégée au XVe siècle par un boulevard et sa porte, un ravelin et un cavalier                                                     |       |
| Tour du Ravelin, ou du Presbytère                  | Remparts Sud, 48° 21′ 04″ N, 1° 12′ 15″ O   | Milieu du XVe siècle        | Subsiste            | Inscrite MH (1926) |       |
| Tour du Papegaud, ou des Arbalétriers              | Remparts Ouest, 48° 21′ 07″ N, 1° 12′ 19″ O | XIIIe siècle                | Subsiste            | Inscrite MH (1926) |       |
| Tour Nichot, ou Denisot                            | Remparts Ouest, 48° 21′ 16″ N, 1° 12′ 26″ O | 1ère moitié du XIIIe siècle | Subsiste            | Classée MH (1913) |       |
| Porte Notre-Dame, ou Saint-Sulpice                 | Remparts Ouest, 48° 21′ 14″ N, 1° 12′ 29″ O | 1472                        | Subsiste            | Classée MH (1862) |       |